# Villeneuve-d'Amont
Villeneuve-d'Amont é uma comuna francesa na região administrativa de Borgonha-Franco-Condado, no departamento de Doubs. Estende-se por uma área de 14,27 km². Em 2010 a comuna tinha 266 habitantes (densidade: 18,6 hab./km²).